# Bird (pel·lícula de 1988)
|  | Aquest article tracta sobre Bird (pel·lícula). Vegeu-ne altres significats a «Bird». |

Bird és una pel·lícula biogràfica nord-americana de 1988, dirigida per Clint Eastwood. És protagonitzada per Forest Whitaker i narra la vida del saxofonista Charlie Parker.

## Argument
La pel·lícula es basa en la vida del llegendari saxofonista Charlie Parker, de renom "Bird". La carrera artística de Parker va quedar marcada per l'abús de les drogues i l'alcohol. Clint Eastwood, aficionat al jazz, i el seu guionista Oliansky van trobar les imatges propícies per donar a la biografia d'aquest músic l'estil de vida salvatge d'un artista brillant en forma de pel·lícula. Les primeres escenes aconsegueixen introduir al públic en la vida de Charlie Parker, qui es troba enfonsat en la decadència personal. Després de tocar en un petit club de jazz, Parker torna a casa borratxo i inicia una discussió amb la seva dona Chan. Parker pren una sobredosi que provoca que sigui ingressat en un hospital. El director de l'hospital creu que la millor solució és tractar a Parker amb electroshock, però Chan s'oposa perquè pensa que això acabarà amb la creativitat del seu marit.
Un temps després, Charlie millora i surt de l'hospital amb la seva dona, però les drogues reapareixen en el camí i al final abandona a Chan. Malgrat la fama que aconsegueix i les actuacions, Charlie no aconsegueix deixar ni l'alcohol ni les drogues.

## Repartiment
- Forest Whitaker és Charlie "Bird" Parker.
- Diane Venora és Chan Parker.
- Michael Zelniker és Red Rodney.
- Samuel I. Wright és Dizzy Gillespie.
- Keith David és Buster Franklin.
- Diane Salinger és Baroness Nica.
- Michael McGuire és Brewster.
- James Handy és Esteves.
- Damon Whitaker és el jove Bird.
- Morgan Nagler és Kim.
- Arlen Dean Snyder és el Dr Heath.
- Sam Robards és Moscowitz.
- Penelope Windust és la Infermera Bellevue.
- Glenn Wright és un Pacient Alcohòlic.
- George Orrison és un Pacient.
- Bill Cobbs és Dr. Caulfield

## Producció
- Ingressos fora d'Amèrica del Nord: 1.067 milions de dòlars.
- El tractament de la banda sonora ha sigut especial: l'original de Charlie Parker, sovint simples enregistraments monofònics, van ser digitalitzats, la part de saxofon es va aïllar i després es tornà a mesclar amb una nova orquestració de Lennie Niehaus. L'assoliment tècnic, aclamat per molts premis, no obstant això, ha estat rebuda amb escepticisme per molts afeccionats al jazz.

## Recepció
Bird va rebre comentaris positius dels crítics, en recollir un 72 % a Rotten Tomatoes. El rendiment de Forest Whitaker com a Parker li va valer el premi al Millor Actor en el Festival de Cinema de Cannes 1988, i una nominació al Golden Globe. A més, la pel·lícula també va guanyar un Oscar al millor so.